# Мајано Монти (Равена)
Мајано Монти је насеље у Италији у округу Равена, региону Емилија-Ромања.
Према процени из 2011. у насељу је живело 381 становника. Насеље се налази на надморској висини од 7 м.